# Re’uwen Schiloach

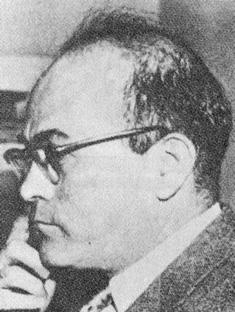
Re’uwen Schiloach, 1948

Re’uwen Schiloach (hebräisch רְאוּבֵן שִׁילוֹחַ‎, * 20. Dezember 1909 in Jerusalem; † 10. Mai 1959 ebd.) war 1949 bis 1952 der erste Direktor des israelischen Nachrichtendienstes Mossad.
Er wurde unter dem Namen Re’uwen Saslanski (hebräisch רְאוּבֵן זַסְלַנְסקי)  als Sohn des orthodoxen Rabbiners Aaron Jitzchak Saslanski  (hebräisch:אהרן יצחק זסלנסקי) in Jerusalem geboren, später verkürzte er seinen Nachnamen zunächst auf Saslani (hebräisch: זסלני) und nahm dann den Namen Schiloach an. Bereits in jungen Jahren wendete er sich von der religiösen Ausrichtung seiner Familie ab. In den 1930er Jahren lernte er die New Yorkerin Betty Borden kennen, die er 1936 heiratete.
Schiloach war ein enger Vertrauter von David Ben Gurion und bereits vor der Gründung des Staates Israel nachrichtendienstlich für die zionistische Bewegung in Palästina aktiv. Vor dem Palästinakrieg von 1948 brachte er die militärischen Pläne der arabischen Staaten in Erfahrung und baute Kontakte zu Geheimdiensten der westlichen Welt auf. Die Gründung des Mossad im Dezember 1949 ging maßgeblich auf Schiloachs Initiative zurück. Allerdings sorgten bürokratische Auseinandersetzungen dafür, dass der Mossad erst am 1. April 1951 seine Arbeit tatsächlich aufnahm. 
Nach seinem Ausscheiden aus dem Amt 1952 blieb Re’uwen Schiloach nachrichtendienstlicher Berater der israelischen Regierung und arbeitete an der Botschaft seines Landes in Washington.
| Vorgänger | Amt                           | Nachfolger  |
| --------- | ----------------------------- | ----------- |
| —         | Direktor des Mossad 1949–1952 | Isser Harel |

| Personendaten    | Personendaten                                                           |
| ---------------- | ----------------------------------------------------------------------- |
| NAME             | Schiloach, Re’uwen                                                      |
| ALTERNATIVNAMEN  | Shiloah, Reuven; Zlani, Reuven; Zaslanski, Reuven                       |
| KURZBESCHREIBUNG | israelischer Agent, Direktor des Nachrichtendienstes Mossad (1951–1952) |
| GEBURTSDATUM     | 20. Dezember 1909                                                       |
| GEBURTSORT       | Jerusalem                                                               |
| STERBEDATUM      | 10. Mai 1959                                                            |
| STERBEORT        | Jerusalem                                                               |